# Wu Jingyu
Wu Jingyu (kinesiska: 吴静钰, pinyin: Wú Jìngyù, född 1 februari 1987 i Jingdezhen, Jiangxi, Kina) är en kinesisk taekwondoutövare. Hon har vunnit två olympiska guldmedaljer, den första vid olympiska sommarspelen 2008 i Peking och den andra vid olympiska sommarspelen 2012 i London.